# رودریگو مونتس
رودریگو مونتس (انگلیسی: Rodrigo Montes؛ زادهٔ ۳ آوریل ۲۰۰۰) بازیکن فوتبال اهل آرژانتین است.